# Hard to Believe – A Kiss Covers Compilation
Hard to Believe – A Kiss Covers Compilation ist der Titel eines 1990 veröffentlichten Kompilationsalbums, das ausschließlich Coverversionen von Liedern der US-amerikanischen Hardrock-Band Kiss enthält. Die auf dem Album enthaltenen Songs wurden zwischen 1980 und 1990 von Bands aufgenommen, die zu dieser Zeit noch der US-amerikanischen Undergroundszene angehörten. Von diesen Band erlangten später Nirvana und die Melvins größere Bekanntheit und kommerziellen Erfolg.

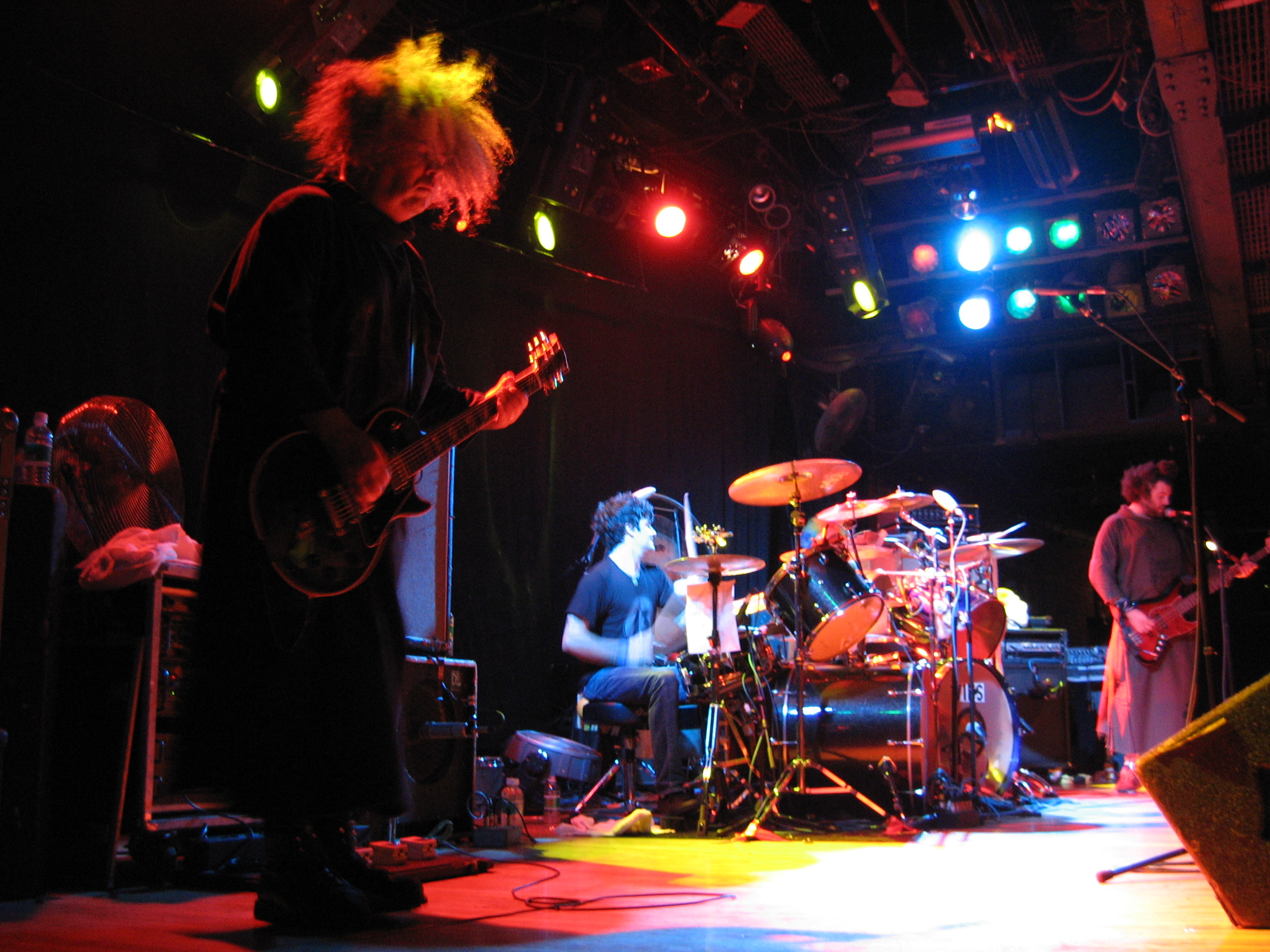
Nahmen God of Thunder auf: Melvins

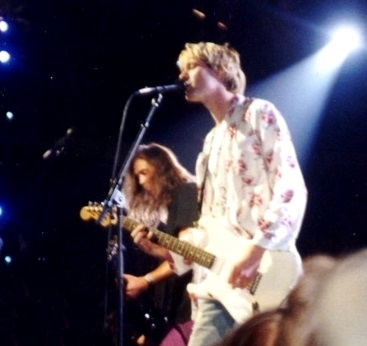
Nirvana spielten Do You Love Me? ein

## Titelliste
| Nr.          | Titel             | Autor(en)                          | Interpret        | Länge |
| ------------ | ----------------- | ---------------------------------- | ---------------- | ----- |
| 1.           | Detroit Rock City | Paul Stanley, Bob Ezrin            | Bullet LaVolta   | 4:11  |
| 2.           | Parasite          | Ace Frehley                        | Smelly Tongues   | 2:51  |
| 3.           | Snowblind         | Frehley                            | Skin Yard        | 3:54  |
| 4.           | Deuce             | Gene Simmons                       | Treepeople       | 3:02  |
| 5.           | Christine 16      | Simmons                            | All              | 2:52  |
| 6.           | Dr. Love          | Simmons                            | Hullabaloo       | 4:31  |
| 7.           | God of Thunder    | Stanley                            | Melvins          | 4:53  |
| 8.           | Beth              | Ezrin, Peter Criss, Stan Penridge  | Coffin Break     | 1:18  |
| 9.           | Rip It Out        | Frehley, Larry Kelly, Sue Kelly    | Chemical People  | 2:29  |
| 10.          | I Want You        | Stanley                            | King Snake Roost | 3:09  |
| 11.          | Do You Love Me?   | Stanley, Kim Fowley, Ezrin         | Nirvana          | 3:33  |
| 12.          | Lick It Up        | Stanley, Vinnie Vincent            | Hard-Ons         | 5:02  |
| 13.          | War Machine       | Bryan Adams, Jim Vallance, Simmons | Instigators      | 3:18  |
| 14.          | Makin’ Love       | Stanley, Sean Delaney              | Thrust           | 2:27  |
| 15.          | Love Gun          | Stanley                            | Surfin’ Caesars  | 3:35  |
| Gesamtlänge: | Gesamtlänge:      | Gesamtlänge:                       | Gesamtlänge:     | 75:15 |

| Nr. | Titel                          | Autor(en)                          | Interpret        | Länge |
| --- | ------------------------------ | ---------------------------------- | ---------------- | ----- |
| 1.  | Detroit Rock City              | Paul Stanley, Bob Ezrin            | Bullet Lavolta   | 4:11  |
| 2.  | Is That You?                   | Gerard McMahon                     | Girl Monstar     |       |
| 3.  | I Want You                     | Stanley                            | King Snake Roost | 3:09  |
| 4.  | Christine 16                   | Simmons                            | All              | 2:52  |
| 5.  | Sure Know Something            | Stanley, Vini Poncia               | Whipper Snappers |       |
| 6.  | Lick It Up                     | Stanley, Vinnie Vincent            | Hard-Ons         | 4:31  |
| 7.  | Do You Love Me?                | Stanley                            | Nirvana          |       |
| 8.  | Beth                           | Ezrin, Peter Criss, Stan Penridge  | Coffin Break     | 1:18  |
| 9.  | Deuce                          | Gene Simmons                       | Hellmenn         | 3:02  |
| 10. | Parasite                       | Frehley                            | Smelly Tongues   |       |
| 11. | Love Gun                       | Stanley                            | Surfing Caesars  |       |
| 12. | Snowblind                      | Frehley                            | Skin Yard        |       |
| 13. | War Machine                    | Bryan Adams, Jim Vallance, Simmons | Instigators      | 3:18  |
| 14. | Makin’ Love                    | Stanley, Sean Delaney              | Thrust           | 2:27  |
| 15. | Rip It Out                     | Frehley, Larry Kelly, Sue Kelly    | Chemical People  | 2:29  |
| 16. | Charisma                       | Simmons, Howard Marks              | Plunderers       |       |
| 17. | Beth (Version 2, Hidden Track) | Criss, Penridge, Ezrin             | Coffin Break     | 1:04  |

| Nr. | Titel             | Autor(en)                         | Interpret        | Länge |
| --- | ----------------- | --------------------------------- | ---------------- | ----- |
| 1.  | Detroit Rock City | Paul Stanley, Bob Ezrin           | Bullet Lavolta   | 4:11  |
| 2.  | Parasite          | Ace Frehley                       | Smelly Tongues   | 2:51  |
| 3.  | Snowblind         | Frehley                           | Skin Yard        | 3:54  |
| 4.  | Deuce             | Gene Simmons                      | Hellmenn         | 3:02  |
| 5.  | Christine 16      | Simmons                           | All              | 2:52  |
| 6.  | Dr. Love          | Simmons                           | Hullabaloo       | 4:31  |
| 7.  | God of Thunder    | Stanley                           | Melvins          | 4:53  |
| 8.  | Beth              | Ezrin, Peter Criss, Stan Penridge | Coffin Break     | 1:18  |
| 9.  | Rip It Out        | Frehley, Larry Kelly, Sue Kelly   | Chemical People  | 2:29  |
| 10. | I Want You        | Stanley                           | King Snake Roost | 3:09  |
| 11. | Do You Love Me?   | Stanley, Kim Fowley, Ezrin        | Nirvana          | 3:33  |
| 12. | Lick It Up        | Stanley, Vinnie Vincent           | Hard-Ons         | 5:02  |